# Jake Nagode
Jacob W. Nagode, detto Jake (Waukegan, 11 luglio 1915 – Cleveland, 31 gennaio 1976), è stato un cestista statunitense, professionista nella NBL.

## Carriera
Giocò per due stagioni nella NBL, disputando complessivamente 43 partite con 2,9 punti di media.